# 小西卓哉
小西 卓哉（こにし たくや、1978年 - ）は、日本の古生物学者。専門はモササウルス科をはじめとする古脊椎動物学。

## 人物
1978年に香川県で生まれる。カナダ・アルバータ大学理学部を卒業し、アルバータ大学大学院で博士号を取得。ロイヤル・ティレル古生物学博物館の研究員を務めた後、アメリカ・シンシナティ大学教育助教授に就任した。
モササウルス科の海生爬虫類の研究を主に行っており、2008年には北海道産モササウルス科のエゾミカサリュウをタニファサウルス・ミカサエンシスとして記載した。2011年には Michael W. Caldwell とともにプラテカルプス属からプリオプラテカルプス属を独立させて記載している。2015年には日本の北海道むかわ町穂別地域で発見されたフォスフォロサウルス・ポンペテレガンスの研究に携わり、その解剖学的特徴や系統関係などを明らかにしている。
三笠市立博物館に展示されているエゾミカサリュウの生体復元模型は、小西の監修にる。

## 監修
- 『大人の恐竜大図鑑』洋泉社〈洋泉社MOOK〉、2013年7月16日[2]、ISBN 978-4-8003-0180-2
- 『海洋生命5億年史 サメ帝国の逆襲』文藝春秋、2018年7月20日[1]、ISBN 978-4-16-390874-8
- 『NHKスペシャル 恐竜超世界』日経ナショナルジオグラフィック、日経BPマーケティング（発売）、2019年7月23日[2]、ISBN 978-4-86313-457-7

## 出演
- 『これが恐竜王国ニッポンだ！』（2018年8月29日、NHK BSプレミアム）[7]